# Heliococcus takahashii
Heliococcus takahashii är en insektsart som beskrevs av Hiroshi Kanda 1935. Heliococcus takahashii ingår i släktet Heliococcus och familjen ullsköldlöss. Inga underarter finns listade i Catalogue of Life.